# Satalâc-Hagi, Bolgrad
Satalâc-Hagi, întâlnit și sub forma Alexandrești (în bulgară Саталък Хаджи, transliterat: Satalăk Hadji, în găgăuză Саталык Хаджа, în ucraineană Олександрівка, transliterat: Oleksandrivka) este un sat în comuna Ciișia din raionul Bolgrad, regiunea Odesa, Ucraina. Are 2,457 locuitori, preponderent găgăuzi.
Satul este situat la o altitudine de 75 metri, în partea de nord-est a raionului Bolgrad. El se află la o distanță de 45 km est de centrul raional Bolgrad. Din apropierea acestei localități izvorâște râul Catalpugul Mic, care traversează satul și se varsă în râul Catalpugul Mare, în apropiere de vărsarea acestuia din urmă în lacul Catalpug, în dreptul satului Șichirlichitai-Noi.
Până în anul 1947 satul a purtat denumirea oficială de Satalâc-Hagi (în ucraineană Саталик-Хаджи), în acel an el fiind redenumit Oleksandrîvka.

## Istoric
Prin Tratatul de pace de la București, semnat pe 16/28 mai 1812, între Imperiul Rus și Imperiul Otoman, la încheierea războiului ruso-turc din 1806 – 1812, Rusia a ocupat teritoriul de est al Moldovei dintre Prut și Nistru, pe care l-a alăturat Ținutului Hotin și Basarabiei/Bugeacului luate de la turci, denumind ansamblul Basarabia (în 1813) și transformându-l într-o gubernie împărțită în zece ținuturi (Hotin, Soroca, Bălți, Orhei, Lăpușna, Tighina, Cahul, Bolgrad, Chilia și Cetatea Albă, capitala guberniei fiind stabilită la Chișinău).
După războiul ruso-turc, începând din anul 1812 s-au stabilit în sudul Basarabiei familii de imigranți găgăuzi din sudul Dunării, aceștia primind terenuri de la ocupanții ruși ai Basarabiei. În anul 1823, coloniștii bulgari au fondat satul Satalâc Hagi pe locul unei tabere a tătarilor cu aceeași denumire.
La începutul secolului al XIX-lea, conform recensământului efectuat de către autoritățile țariste în anul 1817, satul Satalâc-Hagi făcea parte din Ocolul Izmailului a Ținutului Ismail .
În urma Tratatului de la Paris din 1856, care încheia Războiul Crimeii (1853-1856), Rusia a retrocedat Moldovei o fâșie de pământ din sud-vestul Basarabiei (cunoscută sub denumirea de Cahul, Bolgrad și Ismail). Satul Satalâc-Hagi s-a aflat pe teritoriul rămas Rusiei.
În vara anului 1871, autoritățile țariste au desființat privilegiile coloniștilor bulgari și găgăuzi din Basarabia, ceea ce a schimbat structura administrativă a coloniilor. În ianuarie 1918, activiștii bolșevici au preluat conducerea în sat. Intervenția armatei române în Basarabia, la solicitarea Sfatului Țării, a dus la reprimarea revoltei bolșevice și la pacificarea localității.
După Unirea Basarabiei cu România la 27 martie 1918, satul Satalâc-Hagi a făcut parte din componența României, în Plasa Tașlâc (apoi în Plasa Ivăneștii noi) a județului Cetatea Albă. Pe atunci, majoritatea populației era formată din găgăuzi, existând și o comunitate mică de ruși. La recensământul din 1930, s-a constatat că din cei 3.213 locuitori din sat, 3.127 erau găgăuzi (97.32%), 28 ruși (0.87%), 20 români (0.62%) și 8 bulgari (0.25%).
În timpul administrației românești, a funcționat în sat un spital de stat . Conform datelor oficiale, erau în sat 136 de familii fără pământ.
Ca urmare a Pactului Ribbentrop-Molotov (1939), Basarabia, Bucovina de Nord și Ținutul Herța au fost anexate de către URSS la 28 iunie 1940. După ce Basarabia a fost ocupată de sovietici, Stalin a dezmembrat-o în trei părți. Astfel, la 2 august 1940, a fost înființată RSS Moldovenească, iar părțile de sud (județele românești Cetatea Albă și Ismail) și de nord (județul Hotin) ale Basarabiei, precum și nordul Bucovinei și Ținutul Herța au fost alipite RSS Ucrainene. La 7 august 1940, a fost creată regiunea Ismail, formată din teritoriile aflate în sudul Basarabiei și care au fost alipite RSS Ucrainene .
În perioada 1941-1944, toate teritoriile anexate anterior de URSS au reintrat în componența României. Apoi, cele trei teritorii au fost reocupate de către URSS în anul 1944 și integrate în componența RSS Ucrainene, conform organizării teritoriale făcute de Stalin după anexarea din 1940, când Basarabia a fost ruptă în trei părți.
În septembrie 1946 a fost înființat colhozul din sat. În anul 1947, autoritățile sovietice au schimbat denumirea oficială a satului din cea de Satalâc-Hagi în cea de Alexandrovka. În anul 1954, Regiunea Ismail a fost desființată, iar localitățile componente au fost incluse în Regiunea Odesa.
Începând din anul 1991, satul Satalâc-Hagi face parte din raionul Bolgrad al regiunii Odesa din cadrul Ucrainei independente. În prezent, satul are 2.457 locuitori, preponderent găgăuzi.

## Economie
Locuitorii satului Satalâc-Hagi se ocupă în principal cu agricultura. Se cultivă în special cereale și viță de vie. De asemenea, aici există și o fermă zootehnică.

## Demografie
Componența lingvistică a comunei Satalâc-Hagi
     Găgăuză (89,17%)
     Rusă (4,27%)
     Bulgară (3,42%)
     Ucraineană (1,67%)
     Alte limbi (1,31%)
Conform recensământului din 2001, majoritatea populației comunei Satalâc-Hagi era vorbitoare de găgăuză (89,17%), existând în minoritate și vorbitori de rusă (4,27%), bulgară (3,42%) și ucraineană (1,67%).
1930: 3.213 (recensământ)
2001: 2.457 (recensământ)

## Obiective turistice
- Monumentul lui V.I. Lenin